# Verband kinderreicher Familien Deutschland
Der Verband kinderreicher Familien Deutschland e. V. (KRFD) ist ein im Jahr 2011 als Verband gegründeter Verein in Deutschland mit Sitz in Mönchengladbach. Der KRFD selbst versteht sich als Interessenvertretung von Familien mit drei oder mehr Kindern.

## Ziele und Aktivitäten
Laut Eigendarstellung ist der Verband überparteilich, überkonfessionell und keiner besonderen weltlichen oder religiösen Weltanschauung angehörig. Er ist als gemeinnützig anerkannt.
Ziel des Verbandes ist gegenüber Wirtschaft, Politik und Medien auf die Bedürfnisse von kinderreichen Familien hinzuweisen, gegenüber der Gesellschaft den Wert von Kindern zu verdeutlichen und gegenüber kinderreichen Familien unterstützende Anlaufstelle zu sein. Nach Meinung des Verbandes richtet die derzeitige Familienpolitik, flankiert von der Wirtschaft, ihr Augenmerk hauptsächlich auf die Vereinbarkeit von Beruf und Familie. Dadurch sieht der Verband die Mehrkindfamilie als Lebensmodell aus dem Blickfeld geraten und vermisst im Hinblick auf den demographischen Wandel die Weitsicht. Mit seinem Beirat vertritt der Verband eine dediziert traditionelle Politik für kinderreiche Familien mit klassischen Rollenbildern.
Laut einem Bericht auf jugendhilfeportal.de forderte der Verband im Februar 2022 angesichts steigender Verbraucherpreise von der Politik Steuererleichterungen für Familien. Außerdem unterstützte der Landesverband Hamburg im Sommer 2019 eine Ferienfreizeit für benachteiligte Familien.
Der KRFD verleiht seit 2013 das „Fair Family“-Gütesiegel. Das Siegel ist eine Auszeichnung, mit dem familienfreundliche Unternehmen, öffentliche Einrichtungen oder private Initiativen, die sich besonders für Mehrkindfamilien einsetzen und „Familie mitdenken“, ausgezeichnet werden. Am 12. April 2022 startete nach fast zweijähriger coronabedingter Vergabepause die erste Auszeichnung in Präsenz.

## Organisation
Der Verband besteht aus den Landesverbänden und einem Bundesvorstand. Er ist Mitglied des Europäischen Bundes für kinderreiche Familien European Large Families Confederation (ELFAC) mit Sitz in Barcelona, Spanien.

## Umstrittene Ausrichtung
Der Verband wurde 2021 im Spiegel wie auch der Süddeutschen Zeitung aufgrund extrem konservativer Personen im Beirat als „umstritten“ bezeichnet, andere Medien nutzten „teils homophob“ oder schrieben: „Im Verbandsumfeld tummelt sich auch einschlägig konservativ-rechtskatholisches Gedankengut.“ Diese Einschätzungen stützen sich vor allem darauf, dass dem Beirat des Verbands Manfred Spieker und Herwig Birg angehören. Spieker ist Mitglied der katholischen Einrichtung Opus Dei und trat 2017 aus der CDU aus, als diese Teil der Regierungsmehrheit war, die die gleichgeschlechtliche Ehe legalisierte. Seitdem trat er mehrfach bei Veranstaltungen der Alternative für Deutschland auf. Homosexualität bezeichnete er dort als „lebensfeindlich“. Herwig Birg trat in der Vergangenheit bei Parteitagen der AfD auf. Er wirft Menschen mit Einwanderungsgeschichte vor, vielfach „integrationsfeindliche Einstellungen“ zu haben und ungeeignet zu sein, zur Lösung des Fachkräftemangels beizutragen.
Der Verband sagte zu den Vorwürfen, dass diese ihn sehr träfen, „denn sie widersprechen komplett unserem Leitbild, unserem Selbstverständnis und sie widersprechen unserer täglichen Arbeit“.
Dem Beirat gehören weitere Personen an, darunter auch Inés Brock von Bündnis 90/Die Grünen.